# Bemelerbos

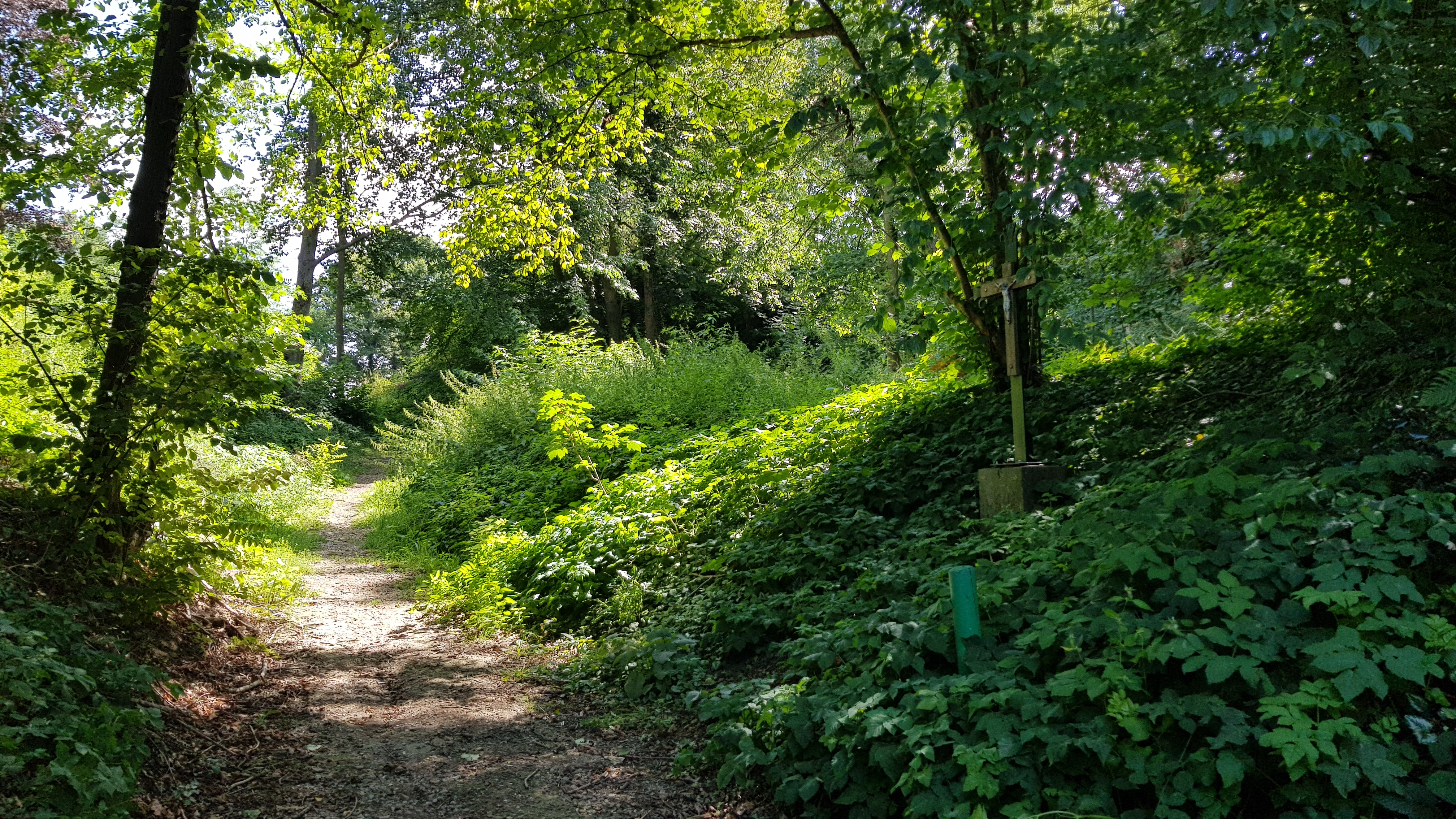
wegkruis aan noordzijde van het Bemelerbos

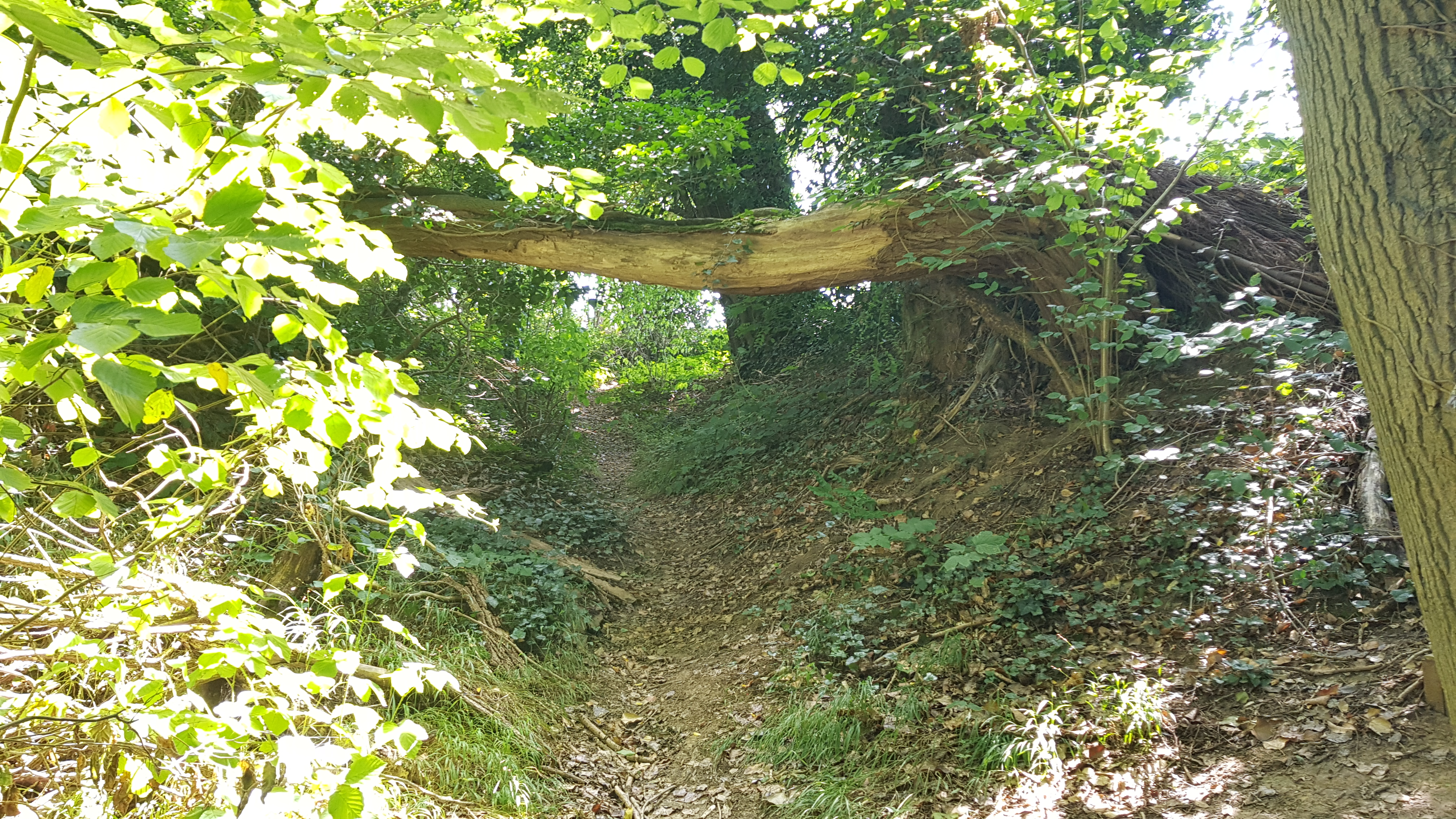
Bospad in bemelerbos

Het Bemelerbos of Bemelerbosch is een bos in de Nederlandse gemeente Eijsden-Margraten in Zuid-Limburg. Het hellingbos ligt ten zuidoosten van Bemelen en ten noordoosten van Sint Antoniusbank. Het bos ligt aan de zuidwestzijde van de Krekelberg en op de westelijke en zuidwestelijke helling van de Mettenberg. Deze heuvels liggen aan de westelijke rand van het Plateau van Margraten in de overgang naar het Maasdal. Ter plaatse duikt het plateau een aantal meters steil naar beneden. Het Bemelerbos ligt aan de rand van dit plateau op de plaats waar twee droogdalen vlakbij elkaar in het Maasdal uitmonden. Ten noorden van het bos is dat het droogdal Koelbosgrub en ten zuidwesten het droogdal Sibbersloot. De heuvel ligt in het gebied van Bemelerberg & Schiepersberg.
In het bos zijn er meerdere wandelpaden en is er een Mariagrot. In de nabijheid van de Mariagrot bevindt zich aan de westzijde van het bos een kloostergebouw dat bekend staat als het Europahuis.

## Groeves
In en nabij het bos bevinden zich enkele groeves:
- Bemelerbosgroeve I aan de noordelijke rand van het bos
- Bemelerbosgroeve II aan de noordwestelijke rand van het bos
- Bemelerbosgroeve III aan de noordelijke rand van het bos
- Mettenberggroeve I aan de zuidwestelijke rand van het bos
- Mettenberggroeve II aan de zuidwestelijke rand van het bos
- Mettenberggroeve III aan de zuidwestelijke rand van het bos
- Mettenberggroeve IV aan de zuidelijke rand van het bos